# Шпаченко, Надя
Надя Шпаченко (англ. Nadia Shpachenko (1977), Харьков, УССР) — украинская пианистка и композитор, лауреат премии Грэмми-2020 за лучший сборник классической музыки .

## Детство
Надя Шпаченко родилась в Харькове. В возрасте пяти лет начала обучение в классах фортепиано, виолончели и композиции . До тринадцати лет получила признание как пианистка и композитор : выступила с симфоническим оркестром Харьковской филармонии и заняла второе место во Всеукраинском конкурсе юных композиторов .
В 1991 году вместе с матерью переехала в Израиль, а в 1994 году в США .

## Образование и карьера
Получила степень бакалавра в музыкальной школе Лонги Бард-колледжа, в Кембридже, штат Массачусетс .
В 1997 году переехала в Калифорнию, где с отличием окончила Университет Южной Калифорнии, получив степень магистра и доктора музыки.
Надежда преподавала в колледже Помоны, выступала с концертами и читала лекции в Невадского Университете в Лас-Вегасе и Калифорнийском институте искусств .
Неоднократно выступала с сольными и камерными концертами, а также как солистка с оркестрами в Северной Америке и Европе в таких залах, как Музей искусств Лос-Анджелеса, музей «Phillips Collection» в Вашингтоне, «Chateau de Modave» в Бельгии, «Concertgebouw» в Амстердаме и Карнеги-холл в Нью-Йорке. Гастролировала в Мексике с оркестром «Baja California» и выступала с оркестром Харьковской филармонии и симфоническим оркестром Сан-Бернардино в Калифорнии.
Надя Шпаченко — признанный мастер интерпретации новой музыки, часто выступает с премьерами произведений современных композиторов . Так, она впервые исполнила произведения Ю. Ищенко: Концерт № 2 (на XVII Международном фестивале «КиевМузикФест») и Квартет № 2 (в Украинском институте Америки в Нью-Йорке), а также концерт «Диалоги» для фортепиано и камерного оркестра Э. Картера с ансамблем «Нимбус» в Лос-Анджелесе.
Сейчас Надя Шпаченко — профессор фортепиано в Политехническом университете штата Калифорния, Помона (Cal Poly Pomona). В 2017 году она получила премию Провоста «За совершенство в научной и творческой деятельности». Она также преподает в Университете Клермонта, где готовит докторов по фортепиано.

## Дискография
Надя Шпаченко записала три музыкальных альбома .
- 2014 Woman at the New Piano: American Music of 2013
- 2018 Quotations & Homages
- 2019 The Poetry of Places

Дебютный компакт-диск «Woman at the New Piano: American Music of 2013» был номинирован на 58-ю награду Грэмми в 3 категориях: лучшая классическая сборка, лучшее выступление камерной музыки или малого ансамбля, а также продюсер года (классика).
Альбом «The Poetry of Places» номинировался на Грэмми-2020 в двух номинациях: лучшая классическая сборка, а также продюсер года (классика). В первой одержал победу .
Также как пианистка принимала участие в записи таких альбомов :
- 2019 Because Patterns (Исаак Шенклер)
- 2019 Gernot Wolfgang: Vienna and the West — Groove-Oriented Chamber Music, Vol. 4

## Личная жизнь
В 1999 году Надя вышла замуж за Барри Вергер-Готтесмана, который сейчас работает в музыкальном отделении колледжа Помона. Пара воспитывает двоих детей .